# Uda (dopływ Selengi)
Uda (ros. Уда́) – rzeka w Buriacji, we wschodniej Syberii, dopływ Selengi – wpada do niej w pobliżu miasta Ułan Ude. Długość 467 km.